# Comté de San Juan (Washington)
Pour les articles homonymes, voir Comté de San Juan.
Le comté de San Juan (anglais : San Juan County) est un comté de l'État américain de Washington. Il est composé de la plupart des Îles San Juan dans le nord-ouest de l'État. Son siège est Friday Harbor. Selon le recensement de 2010, sa population est de 15 769 habitants.

## Géolocalisation
|                  |                    | Comté de Whatcom |
|                  | Comté de San Juan  | Comté de Skagit  |
| Comté de Clallam | Comté de Jefferson | Comté d'Island   |